# Sipos Lajos
Sipos Lajos (Kassa, 1939. szeptember 5. –) Széchenyi-díjas magyar irodalomtörténész, kritikus, szerkesztő, egyetemi tanár, az ELTE és a PPKE Irodalomtudományi Doktori Iskolájának alapító tagja. Kutatási területe a modern magyar irodalom, az irodalomfogalom változása és az irodalomtanítás funkció-váltása a világban és a Kárpát-medencében.

## Életútja
Az újpesti Könyves Kálmán Gimnáziumban érettségizett 1957-ben. 1957-1962 között az Eötvös Loránd Tudományegyetemen magyar-orosz szakos középiskolai tanári diplomát szerzett. 1963. január 5-től egykori gimnáziumában tanított. 1972-ben megvédte bölcsészdoktori disszertációját. 1974-1979 között az MTA Irodalomtudományi Intézetében ösztöndíjas aspiráns. 1979-től 1983-ig a Ho Si Minh Tanárképző Főiskola Budapesti Kihelyezett Tagozatán főiskolai docensként az Irodalomtörténeti Tanszéket vezette. 1979-ben az irodalomtudomány kandidátusa lett. 2001-ben habilitált.
1983. január 1-től 2009. augusztus 31-ig az ELTE BTK XX. Századi Magyar Irodalomtörténeti Tanszékének docense, majd egyetemi tanára. 1985-ben megszervezte a Babits Kutatócsoportot, elindította a költő prózai és drámai műveinek, esszéinek, tanulmányainak, kritikáinak és levelezésének kritikai kiadását, a Babits Könyvtár és a Babits Kiskönyvtár sorozatát. 1985-től 2009-ig az Alkalmazott Irodalomtudományi Szakcsoportot vezette. Két nemzetközi projektet szervezett magyar, japán, orosz, holland, illetve romániai, szlovákiai, szerbiai, szlovéniai, ausztriai, magyar és ukrán szakemberek részvételével az irodalomtanítás nemzetközi, Kárpát-medencei és magyarországi tendenciáinak vizsgálatára. Főszerkesztőként és társszerzőként irányította négy irodalomtanítási egyetemi tankönyv elkészítését. 1993-1997 között a Bölcsészettudományi Kar dékánhelyettese volt.
1995/1996-ban a pozsonyi Comenius Egyetem vendégprofesszora. 1998-ban Fort Worth-ben (USA) előkészítette, majd kidolgozta a texasi Christian University és az ELTE szervezésében indítható Central European Studies továbbképzési programot.
1998-tól óraadóként, 2008-tól kinevezett egyetemi tanárként, 2010 őszétől professor emeritusként dolgozik a Pázmány Péter Katolikus Egyetem Bölcsészettudományi Karán. 2009 szeptemberétől itt szervezi a Babits Kutatócsoport munkáját.
A két egyetem Doktori Iskolájában vezetésével tizenöten szerezték meg a PhD fokozatot.
Felesége S. Takács Zsuzsa pedagógus, szakíró, szerkesztő. Két fia van: László idegsebész, klinikai onkológus, c. egyet. docens, osztályvezető főorvos és Balázs, történész, habilitált egy. docens. Három unokája Gergő, Eszter, Gréta.
2009-ben „Látni, teremteni kell” Sipos Lajos 70. születésnapjára címmel ELTE-n dolgozókollégái és költőbarátai Fráter Zoltán, Fűzfa Balázs és Szabó B . István szerkesztésében, 2010-ben a PPKE BTK-án dolgozó kollégái, barátai és PhD hallgatói Finta Gábor gondozásában „... friss szellő eleven világból” Versértelmezések Sipos Lajos tiszteletére címmel emlékkönyvet adtak ki.

## Kötetei, legfontosabb munkái[2]
- Babits Mihály és a forradalmak kora, Bp., Akadémiai Kiadó, 1976
- Beöthy Zsolttól Lukács Györgyig: az Irodalomtörténeti Társaság történetéből, Irodalomtörténet, 1982/2.
- Az irodalomtanítás gyakorlata I-II. Egyetemi tankönyv [szerk., társszerző], Bp., Tankönyvkiadó, 1990
- Irodalomtanítás Belgiumban, Franciaországban, Hollandiában, Japánban, Olaszországban, Portugáliában, Szovjetunióban és Magyarországon [szerk., társszerző], Bp., Honffy Kiadó, 1991
- Pannon enciklopédia. Magyar nyelv és irodalom [főszerk., társszerző], Bp., Dunakanyar Kiadó, 1997
- Irodalomtanítás az ezredfordulón I-II. [főszerk., társszerző], Celldömölk, 1998
- Babits Mihály: „Engem nem látott senki még.” Babits Olvasókönyv, I-II. [a szövegeket vál., s.a.r., a jegyzeteket írta], Bp., Historia Litteraria Alapítvány – Korona Kiadó, 1999
- Babits Mihály, Timár Virgil fia [kritikai kiadás, a szöveget gondozta, a jegyzeteket és a kísérő tanulmányt írta], Bp., Argumentum, 2001
- „Életem egy kis vidéki városban kezdődött…” Részlet egy készülő Babits-monográfiából. – In: Tanulmányok T. Erdélyi Ilona tiszteletére, szerk. Kiczenko Judit, Thimár Attila, Piliscsaba,Pázmány Péter Katolikus Egyetem Bölcsészettudományi Kara, 2011
- A magyar nyelv és irodalom enciklopédiája [főszerk., társszerző], Bp., Magyar Könyvklub, 2002 [Az 1997. évi kiadás javított változata]
- Új klasszicizmus felé … Válogatott tanulmányok, Bp., Argumentum, 2002
- Iskolaszerkezet és irodalomtanítás a Kárpát-medencében [alkotó szerkesztő, társszerző], Bp. Pont Kiadó – Szombathely, Savaria University Press, 2003
- Babits Mihály. Élet – kép, Bp., Elektra Kiadóház, 2003
- Kultúrafogalom, iskolaszerkezet, irodalomtanítás. In:Értés – megértés. Kenyeres Zoltán Emlékkönyv, szerk. Szabó B. István, Bp., Anonymus Kiadó, 2004
- Irodalomtanítás a harmadik évezredben[főszerkesztő, társszerző], Bp., Krónika Nova Kiadó, 2006
- "... kínok és álmok közt ...” Czeizel Endre, Gyenes György, Harmati Lídia, Németh Attila, Rihmer Zoltán, Sipos Lajos, Szállási Árpád Babitsról [szerk., társszerző],Bp., Akadémiai Kiadó, 2006
- Véges végtelen. Isten-élmény és Isten-hiány a XX. századi magyar irodalomban [társszerk., társszerző], Bp., Akadémiai Kiadó, 2006
- Tamási Áron. Élet- és pályarajz, Bp., Elektra Kiadóház, 2006
- Újraolvasó: Babits Mihály: A lírikus epilógja és az In Horatium, Tiszatáj, 2007/11.
- Közelítések … Babits Mihály életművéről születésének 125. évfordulóján [társszerk., társszerző],Szombathely, Savaria University Press, 2008
- Pannon enciklopédia. Magyar nyelv és irodalom [főszerk., társszerző], 2. kiadás, Bp., Dunakanyar Könyvkiadó, 2008
- „Azért vagyunk a világon, hogy valahol otthon legyünk benne.” Tamási Áron útja Farkaslakától Farkaslakáig [A 2006-ban megjelent könyv átdolgozott kiadása.], Bp., Elektra Kiadóház 2008
- Babits Mihály [A 2003-ban megjelent könyv bőv. kiadása], Szekszárd, Babits Kiadó, 2008
- Szendrey Júlia „apotheóziosa” mint a Petőfi kultusz része. In: Szeptember végén, szerk Fűzfa Balázs, Szombathely, Savaria University Press, 2008
- A Napkelettől a Magyar Szemléig, Tekintet, 2009/5.
- A Nyugat párbeszédei. A magyar irodalmi modernizáció kérdései [társszerk., társszerző], Bp., Argumentum, 2011
- Babits Mihály levelezése 1918-1919 [kritikai kiadás, a leveleket összegyűjtötte, s.a.r., a jegyzeteket és a kísérő tanulmányt írta], Bp.,Argumentum, 2011
- A Magyar Irodalomtörténeti Társaság 100 éve. In: A 100 éves Magyar Irodalomtörténeti Társaság. A Magyar Irodalomtörténeti Társaság kecskeméti vándorgyűlésének előadásaiból, szerk. Bárdos József, Kecskemét, Kecskeméti Főiskola Tanítóképző Főiskolai Kar, 2012
- Babits Mihály és a kulturális-társadalmi-politikai modernizáció kísérlete 1918 februárja és 1919 márciusa között, 1-4. Tekintet, 2013, 1., 6., 2014, 2., 4
- Közös múltunk … Sipos Lajossal beszélget Finta Gábor és Szénási Zoltán; Kairosz, Bp., 2014 (Magyarnak lenni)
- Tamási Áron, Bölcső a hegyek között [a Bölcső és Bagoly c. regényt s.a.r., a Bölcső a hegyek között c. „költői elbeszélés”-t kéziratból közölte, s.a.r., a bev. tanulmányt írta], Bp., Helikon, 2014
- Babits és kortársai [társszerk., társszerző], Bp., Napkút Kiadó, 2015
- Tamási Áron, Szülőföldem [a Szülőföldem és a Vadrózsa ága c. szövegeket gondozta, a bev. tanulmányt írta], Bp., Helikon, 2015
- „... a könyvteremtő ember ...”. Írások Babits Mihályról Téglás János tiszteletére [társszerk., társszerző], Szombathely, Savaria University Press, 2016
- Modernitások, alkotók, párbeszédek. Válogatott tanulmányok és kritikák, Szombathely, Savaria University Press, 2016
- Berda József. Kritikai pályarajz, Bp., Napkút Kiadó, 2016
- Etnikum, ország, haza. Szlovákia 1918 őszén www.ujiras.hu [2018. nov. 1.]
- Élményközpont. Fűzfa Balázs 60 éves [társszerk., társszerző], Szombathely, Balogh és Társa, 2018
- „Minden vers önnön elérhetetlensége is.” Jegyzetek Báger Gusztáv válogatott és új verseiről, Tiszatáj, 2018/11.
- „Dallammá alakítjuk a dilemmákat”. Esszék, tanulmányok, kritikák, e-mailek Báger Gusztáv költészetéről [szerk., társszerző], Szeged, Tiszatáj könyvek, 2018
- Babits Mihály nemzettudatának alakulástörténete, Magyar Napló, 2020/6.

## Sorozatszerkesztés

### Babits Mihály műveinek kritikai kiadása

#### Regények
- A gólyakalifa; Kártyavár. S.a.r., a jegyzeteket és a kísérő tanulmányokat írta Éder Zoltán, Sipos Lajos at al, Bp., Historia Litteraria Alapítvány; Korona, 1997
- Timár Virgil fia. S.a.r., a jegyzeteket és a kísérő tanulmányt írta Sipos Lajos, Bp., Magyar Könyvklub, 2001
- Elza pilóta, vagy a tökéletes társadalom. S.a.r., a jegyzeteket és a kísérő tanulmányt írta Buda Attila, Bp., Magyar Könyvklub, 2002
- Halálfiai I-II. S.a.r., a jegyzeteket és a kísérő tanulmányt írta Szántó Gábor András, Némediné Kiss Adrienn, T. Somogyi Magda, Bp., Argumentum, 2006

#### Drámák
- Drámák. S.a.r., a jegyzeteket és a kísérő tanulmányt írta Vilcsek Béla, Bp., Magyar Könyvklub, 2003

#### Levelezés
- Babits Mihály levelezése 1890-1906. S.a.r., a jegyzeteket és a kísérő tanulmányt írta Zsoldos Sándor, Bp., Historia Litteraria Alapítvány – Korona Kiadó, 1998
- Babits Mihály levelezése1907-1909. S.a.r., a jegyzeteket és a kísérő tanulmányt írta Szőke Mária, Bp., Akadémiai Kiadó, 2005
- Babits Mihály levelezése 1909-1911. S.a.r., a jegyzeteket és a kísérő tanulmányt írta Sáli Erika, Tóth Máté, Bp., Akadémiai Kiadó, 2005
- Babits Mihály levelezése 1911-1912. S.a.r., a jegyzeteket és a kísérő tanulmányt írta Sáli Erika, Bp., Magyar Könyvklub, 2003
- Babits Mihály levelezése 1912-1914. S.a.r., a jegyzeteket és a kísérő tanulmányt írta Pethes Nóra, Vilcsek Andrea, Bp., Akadémiai Kiadó, 2007
- Babits Mihály levelezése 1914-1916. S.a.r., a jegyzeteket és a kísérő tanulmányt írta Fodor Tünde, Topolay Ágnes, Bp., Argumentum, 2008
- Babits Mihály levelezése 1916-1918. S.a.r., a jegyzeteket és a kísérő tanulmányt írta Majoros Györgyi, Tompa Zsófia,Bp., Argumentum, 2011
- Babits Mihály levelezése 1918-1919. S.a.r., a jegyzeteket és a kísérő tanulmányt írta Sipos Lajos, Bp., Argumentum, 2012
- Babits Mihály levelezése 1919-1921. S.a.r., a jegyzeteket és a kísérő tanulmányt írta Majoros Györgyi, Tompa Zsófia, Bp., Argumentum, 2012
- Babits Mihály levelezése 1921-1923. S.a.r., a jegyzeteket írta Szőke Mária, a kísérő tanulmány Sipos Lajos munkája, Bp., Argumentum, 2014
- Babits Mihály levelezése 1923-1925. S.a.r., a jegyzeteket írta Szőke Mária, a kísérő tanulmány Sipos Lajos munkája, Bp., Magyar Napló Kiadó, 2018
- Babits Mihály levelezése 1925-1927. S.a.r., a jegyzeteket és a kísérő tanulmányt írta Csábi Domokos, Káposztay János, Bp., Magyar Napló Kiadó,2018

#### Esszék, tanulmányok, kritikák
- Babits Mihály: Esszék, tanulmányok, kritikák 1900-1900. S.a.r., a jegyzeteket és a kísérő tanulmányt írta Hibsch Sándor, Pienták Attila, Bp., Argumentum, 2009
- Riportok, nyilatkozatok, interjúk,vallomások. S.a.r., a jegyzeteket és a kísérő tanulmányt írta Téglás Andrea, Téglás János, Bp., Magyar Napló Kiadó, 2018

### Babits Könyvtár
- „Itt a halk és komoly beszéd ideje”: interjúk, nyilatkozatok, vallomások. A szövegeket összegyűjtötte, s.a.r., a jegyzeteket írta Téglás János, Celldömölk, Pauz-Westermann, 1997
- A Babits család levelezése. A szövegeket összegyűjtötte, s.a.r., a jegyzeteket és a kísérő tanulmányt írta Buda Attila, Bp., Universitas, 1996
- A vádlott: Babits Mihály. Dokumentumok 1915-1920. A szövegeket összegyűjtötte, s.a.r., a jegyzeteket és a kísérő tanulmányt írta Téglás János, Bp., Universitas, 1996
- „Engem nem látott senki még.”Babits Olvasókönyv I-II. A szövegeket összegyűjtötte, s.a.r., a jegyzeteket és a kísérő tanulmányt írta Sipos Lajos, Bp., Historia Litteraria Alapítvány – Korona Kiadó, 1999
- Babits Mihály Arany Jánosról. A szövegeket összegyűjtötte, s.a.r., a jegyzeteket és a kísérő tanulmányt írta Pienták Attila, Bp., ELTE Eötvös Kiadó, 2003
- „…kínok és álmok közt …” Czeizel Endre, Gyenes György, Harmati Lídia, Németh Attila, Rihmer Zoltán, Sipos Lajos, Szállási Árpád Babitsról. Szerk. Sipos Lajos, Bp., Akadémiai Kiadó, 2004
- A Baumgarten Alapítvány. Dokumentumok 1917-1941., I-III. A szövegeket összegyűjtötte, s.a.r., a jegyzeteket és a kísérő tanulmányt írta Téglás János., Bp., Argumentum, 2004
- A Baumgarten Alapítvány. Dokumentumok 1941-1950. I-II. A szövegeket összegyűjtötte, s.a.r., a jegyzeteket és a kísérő tanulmányt írta Téglás János, Bp., Argumentum, 2007
- „… áll az idő és máll a tér …” Babits István levelei a keleti frontról és a hadifogságból 1915-1920. A szövegeket összegyűjtötte, s.a.r., a jegyzeteket és a kísérő tanulmányt írta Buda Attila, Bp., Akadémiai Kiadó, 2005
- Török Sophie naptárai I-II. A szövegeket összegyűjtötte, s.a.r., a jegyzeteket és a kísérő tanulmányt írta Papp Zoltán János, Bp., Argumentum, 2010
- Téglás János: Séta Káp isten bölcsője körül, Savaria University Press, 2020.

#### Babits Kiskönyvtár
- Sipos Lajos, Új klasszicizmus felé …[Tanulmányok], Bp., Argumentum, 2002
- Basch Lóránt, A Baumgarten Alapítvány történetéből: tanulmányok, cikkek, vál., szerk és a kiegészítő adatokat összegyűjtötte Téglás János, Bp., Argumentum, 2004
- Rába György, Ünneptől a hétköznapi ünnepek felé: Babits és a százéves Nyugat költői [Tanulmányok], Bp., Argumentum, 2008
- Közelítések … Babits Mihály életművéről születésének 125. évfordulóján [Tanulmányok], szerk. Nédli Balázs, Pienták Attila, Sipos Lajos, Szombathely, Savaria University Press, 2008
- Vilcsek Béla, A drámaíró Babits Mihály, Bp., Argumentum, 2008
- Némediné Kiss Adrien, A magyar „ördögregény”: Babits Mihály: Halálfiai, Bp., Argumentum, 2008
- Csokonai-Illés Sándor, Babits és Fogaras, Bp., Argumentum, 2009
- Mátyus Norbert, Babits és Dante, Bő., Szent István Társulat, 2015
- Haász Gabriella, Babits és a San Reno-díj, Bp., Universitas Kiadó, 2016
- Szénási Zoltán, Örökkék ég alatt. Tanulmányok, Szombathely, Savaria University Press, 2016

### Nemzeti Klasszikusok
- Rónay László: Márai Sándor, Bp., Akadémiai Kiadó, 2005
- Kovács Sándor Iván: Az író Zrínyi Miklós. Bp., Akadémiai Kiadó, 2006
- Horváth Béla, N.: A líra: logikája: József Attila. Bp., Akadémiai Kiadó, 2008

## Tudományos tisztségei
- Az MTA Köztestületének tagja, 1999–
- Az Írószövetség tagja, 2007–
- A Magyar Irodalomtörténeti Társaság elnöke (2007–2012), tiszteletbeli elnöke 2012–
- Az Irodalomtörténet szerkesztőbizottságának tagja (2007–2012)
- Az Irodalomismeret szerkesztőbizottságának tagja, 2012–

## Díjak, elismerések
- Universitas Scientiarum Budapestiensis de Rolando Eötvös Nominata 1635-1985 (1985)
- Apáczai Csere János-díj (1997)
- Budapest IV. kerülete, Újpest díszpolgára (1997)
- Tamási Áron-díj (2000)
- Czine Mihály-díj (2000)
- A Magyar Köztársasági Érdemrend lovagkeresztje (2007)
- Farkaslaka (Románia) díszpolgára (2009)
- József Attila-díj (2017)
- Széchenyi-díj (2025)